# Eupithecia inepta
Eupithecia inepta là một loài bướm đêm trong họ Geometridae.